# Westdeutsche Fußballmeisterschaft 1907/08
Die westdeutsche Fußballmeisterschaft 1907/08 war der sechste vom Westdeutschen Spiel-Verband organisierte Wettbewerb. Sieger wurde der Duisburger SpV. In der Endrunde um die deutsche Meisterschaft erreichten die Duisburger das Halbfinale.
In den sieben Bezirken wurden zunächst Bezirksmeister ermittelt. Die Bezirksmeister ermittelten im K.-o.-System den westdeutschen Meister.

## Bezirksmeisterschaften

### Bezirk I Rheinischer Südkreis
| Pl. | Verein                   | Sp. | S | U | N | Tore    | Quote | Punkte |
| --- | ------------------------ | --- | - | - | - | ------- | ----- | ------ |
| 1.  | Alemannia Aachen         | 8   | 5 | 2 | 1 | 012:700 | 1,71  | 12:40  |
| 2.  | Cölner FC 1899           | 8   | 5 | 1 | 2 | 028:190 | 1,47  | 11:50  |
| 3.  | Cölner BC 1901           | 8   | 2 | 2 | 4 | 020:180 | 1,11  | 06:10  |
| 4.  | Dürener FC Germania 1899 | 8   | 3 | 0 | 5 | 013:250 | 0,52  | 06:10  |
| 5.  | Bonner FV                | 8   | 2 | 1 | 5 | 022:260 | 0,85  | 05:11  |

### Bezirk II Rheinischer Nordkreis
| Pl. | Verein                      | Sp. | S | U | N | Tore    | Quote | Punkte |
| --- | --------------------------- | --- | - | - | - | ------- | ----- | ------ |
| 1.  | FC München-Gladbach         | 6   | 5 | 1 | 0 | 024:600 | 4,00  | 11:10  |
| 2.  | Düsseldorfer FC 1899        | 6   | 3 | 1 | 2 | 009:800 | 1,13  | 07:50  |
| 3.  | Düsseldorfer SV 04          | 6   | 3 | 0 | 3 | 018:200 | 0,90  | 06:60  |
| 4.  | Crefelder FC 1895           | 6   | 1 | 0 | 5 | 005:220 | 0,23  | 02:10  |
| 5.  | Düsseldorfer FK Union a (N) | 0   | 0 | 0 | 0 | 000:000 | 1,00  | 0:0    |

| (N) | Aufsteiger |

### Bezirk III Ruhr
| Pl. | Verein                | Sp. | S | U | N | Tore    | Quote | Punkte |
| --- | --------------------- | --- | - | - | - | ------- | ----- | ------ |
| 1.  | Duisburger SpV        | 6   | 6 | 0 | 0 | 044:500 | 8,80  | 12:0   |
| 2.  | Essener TB            | 6   | 2 | 0 | 4 | 013:180 | 0,72  | 04:80  |
| 3.  | VfvB Ruhrort 1900 (N) | 6   | 2 | 0 | 4 | 006:220 | 0,27  | 04:80  |
| 4.  | Essener SV 1899       | 6   | 2 | 0 | 4 | 007:250 | 0,28  | 04:80  |
| 5.  | Preußen Duisburg b    | 0   | 0 | 0 | 0 | 000:000 | 1,00  | 0:0    |

| (N) | Aufsteiger |

### Bezirk IV Mark

#### Gruppe A
| Pl. | Verein                   | Sp. | S | U | N | Tore    | Quote | Punkte |
| --- | ------------------------ | --- | - | - | - | ------- | ----- | ------ |
| 1.  | SuS Schalke 96           | 4   | 3 | 0 | 1 | 004:400 | 1,00  | 06:20  |
| 2.  | FC Viktoria Dortmund (N) | 4   | 1 | 1 | 2 | 007:400 | 1,75  | 03:50  |
| 3.  | BV 04 Dortmund           | 4   | 1 | 1 | 2 | 008:110 | 0,73  | 03:50  |
| 4.  | BV Gelsenkirchen c (N)   | 0   | 0 | 0 | 0 | 000:000 | 1,00  | 0:0    |

#### Gruppe B
| Pl. | Verein             | Sp. | S | U | N | Tore    | Quote | Punkte |
| --- | ------------------ | --- | - | - | - | ------- | ----- | ------ |
| 1.  | Dortmunder FC 1895 | 6   | 5 | 0 | 1 | 036:600 | 6,00  | 10:20  |
| 2.  | Hammer FC 1903 (N) | 6   | 4 | 0 | 2 | 009:210 | 0,43  | 08:40  |
| 3.  | FC Münster 1904    | 6   | 2 | 0 | 4 | 014:140 | 1,00  | 04:80  |
| 4.  | VfB Hamm (N)       | 6   | 1 | 0 | 5 | 007:250 | 0,28  | 02:10  |

| (N) | Aufsteiger |

#### Entscheidungsspiel
| Datum        |                    | Ergebnis |                | Austragungsort |
| ------------ | ------------------ | -------- | -------------- | -------------- |
| 8. März 1908 | Dortmunder FC 1895 | 0:3      | SuS Schalke 96 | Dortmund       |

### Bezirk V Berg
| Pl. | Verein              | Sp. | S | U | N | Tore    | Quote | Punkte |
| --- | ------------------- | --- | - | - | - | ------- | ----- | ------ |
| 1.  | BV Solingen 98      | 6   | 5 | 0 | 1 | 025:700 | 3,57  | 10:20  |
| 2.  | SSV Elberfeld       | 6   | 5 | 0 | 1 | 019:100 | 1,90  | 10:20  |
| 3.  | Velberter FC 1902   | 6   | 1 | 1 | 4 | 006:220 | 0,27  | 03:90  |
| 4.  | Cronenberger SC (N) | 6   | 0 | 1 | 5 | 002:130 | 0,15  | 01:11  |
| 5.  | BV Barmen d         | 0   | 0 | 0 | 0 | 000:000 | 1,00  | 0:0    |

| (N) | Aufsteiger |

### Bezirk VI Hessen

#### Gruppe A
| Pl. | Verein                    | Sp. | S | U | N | Tore    | Quote | Punkte |
| --- | ------------------------- | --- | - | - | - | ------- | ----- | ------ |
| 1.  | Casseler FV               | 8   | 8 | 0 | 0 | 058:300 | 19,33 | 16:0   |
| 2.  | 1. BC Sport Cassel        | 8   | 6 | 0 | 2 | 015:160 | 0,94  | 12:40  |
| 3.  | Borussia Fulda (N)        | 8   | 4 | 0 | 4 | 010:290 | 0,34  | 08:80  |
| 4.  | Göttinger FC von 1905 (N) | 8   | 2 | 0 | 6 | 012:220 | 0,55  | 04:12  |
| 5.  | FV Teutonia Cassel e      | 8   | 0 | 0 | 8 | 004:290 | 0,14  | 0:16   |

#### Gruppe B
| Pl. | Verein                 | Sp. | S | U | N | Tore    | Quote | Punkte |
| --- | ---------------------- | --- | - | - | - | ------- | ----- | ------ |
| 1.  | FC Jahn Siegen (N)     | 4   | 3 | 0 | 1 | 003:000 | ∞     | 06:20  |
| 2.  | Gießener FC f          | 4   | 1 | 0 | 3 | 000:000 | 1,00  | 02:60  |
| 3.  | Marburger FC 1905      | 4   | 1 | 0 | 3 | 000:300 | 0,00  | 02:60  |
| 4.  | Siegener FC 1905 g (N) | 0   | 0 | 0 | 0 | 000:000 | 1,00  | 0:0    |

| (N) | Aufsteiger |

#### Entscheidungsspiele
| Datum            |                | Ergebnis |                | Austragungsort |
| ---------------- | -------------- | -------- | -------------- | -------------- |
| 16. Februar 1908 | Casseler FV    | h        | FC Jahn Siegen | Cassel         |
| 1. März 1908     | FC Jahn Siegen | h        | Casseler FV    | Siegen         |

### Bezirk VII Ravensberg/Lippe

#### Gruppe A
| Pl. | Verein                   | Sp. | S | U | N | Tore    | Quote | Punkte |
| --- | ------------------------ | --- | - | - | - | ------- | ----- | ------ |
| 1.  | FC Teutonia Osnabrück    | 6   | 5 | 0 | 1 | 023:120 | 1,92  | 10:20  |
| 2.  | FC Osnabrück 1899        | 6   | 4 | 0 | 2 | 027:110 | 2,45  | 08:40  |
| 3.  | FC Olympia Osnabrück     | 6   | 2 | 0 | 4 | 018:170 | 1,06  | 04:80  |
| 4.  | Osnabrücker BSV 1905 (N) | 6   | 1 | 0 | 5 | 007:350 | 0,20  | 02:10  |

#### Gruppe B
Die Tabelle wurde nach den vorliegenden Ergebnissen errechnet.
| Pl. | Verein                          | Sp. | S | U | N | Tore    | Quote | Punkte |
| --- | ------------------------------- | --- | - | - | - | ------- | ----- | ------ |
| 1.  | FC Viktoria Minden i (N)        | 4   | 3 | 1 | 0 | 011:500 | 2,20  | 07:10  |
| 2.  | FC Westfalia Minden (N)         | 5   | 2 | 1 | 2 | 005:700 | 0,71  | 05:50  |
| 3.  | 1. Bielefelder FC Arminia       | 2   | 2 | 0 | 0 | 007:000 | ∞     | 04:0   |
| 4.  | GSV Viktoria Bad Oeynhausen (N) | 4   | 0 | 2 | 2 | 006:800 | 0,75  | 02:60  |
| 5.  | Bielefelder SC Ravensberg (N)   | 3   | 0 | 0 | 3 | 000:900 | 0,00  | 0:60   |
| 6.  | VfB 03 Bielefeld j (N)          | 0   | 0 | 0 | 0 | 000:000 | 1,00  | 0:0    |

| (N) | Aufsteiger |

#### Entscheidungsspiel
| Datum        |                       | Ergebnis |                     | Austragungsort |
| ------------ | --------------------- | -------- | ------------------- | -------------- |
| 28. Mai 1908 | FC Teutonia Osnabrück | k 2:4 k  | FC Westfalia Minden | Osnabrück      |

## Endrunde

### Viertelfinale
| Datum         |                     | Ergebnis |                       | Austragungsort |
| ------------- | ------------------- | -------- | --------------------- | -------------- |
| 8. März 1908  | FC München-Gladbach | 3:0      | FC Teutonia Osnabrück | Duisburg       |
| 15. März 1908 | Casseler FV         | 8:1      | BV Solingen 98        | Gelsenkirchen  |
| 22. März 1908 | Duisburger SpV      | 10:10    | SuS Schalke 96        | Essen          |

Szene aus dem Endspiel zwischen dem Duisburger SpV und dem FC München-Gladbach (in den gestreiften Trikots).

Alemannia Aachen erhielt ein Freilos.

### Halbfinale
| Datum         |                     | Ergebnis |                  | Austragungsort |
| ------------- | ------------------- | -------- | ---------------- | -------------- |
| 29. März 1908 | FC München-Gladbach | 1:0      | Alemannia Aachen | Cöln           |
| 29. März 1908 | Duisburger SpV      | 6:1      | Casseler FV      | Düsseldorf     |

### Finale
| Datum         |                | Ergebnis |                     | Austragungsort |
| ------------- | -------------- | -------- | ------------------- | -------------- |
| 5. April 1908 | Duisburger SpV | 5:0      | FC München-Gladbach | Kleve          |